# Pindorama (São Paulo)
Pindorama is een gemeente in de Braziliaanse deelstaat São Paulo. De gemeente telt 17.216 inwoners (schatting 2020).

## Aangrenzende gemeenten
De gemeente grenst aan Ariranha, Catanduva, Itajobi, Palmares Paulista en Santa Adélia.

## Verkeer en vervoer
De plaats ligt aan de weg BR-456/SP-310.